# Valais Cup
Pour les articles homonymes, voir Valais (homonymie).
La Valais Cup est une compétition amicale de football organisée par la société Matchworld Football SA. 
Elle se déroule tous les étés depuis la première édition qui eut lieu en 2013. Les matchs se jouent en grande partie en Suisse sauf un match qui s'est déroulé en France lors de l'édition 2015.

## Format
La compétition se déroule sur le format de plusieurs matchs donnant un classement final qui détermine le vainqueur. Le nombre de participants n'est pas le même à chaque édition.

## Historique
La première édition se déroule en 2013 avec la présence de cinq équipes. Chaque équipe ne joue pas le même nombre de match (soit un, soit deux), le nombre total de points est divisé par deux pour les équipes jouant deux matchs. Tous les matchs se déroulent au stade de Tourbillon de Sion,.
En 2014, seules trois équipes sont présentes et doivent effectuer deux matchs chacune. Le Chakhtar Donetsk ne joue pas son second match alors qu'il doit affronter le Benfica Lisbonne. Les Portugais joueront finalement contre l'Athletic Bilbao mais le match ne sera pas comptabilisé dans le tournoi.
L'édition 2015 regroupe cinq équipes qui jouent chacune deux matchs. Cette édition est la première remportée par l'équipe locale, le FC Sion. Lors de cette édition, les organisateurs auront du mal à trouver des stades hôtes, la ville de Savièse refusant de recevoir le FC Bâle et les villes d'Annecy et d'Évian-les-Bains refusant d'accueillir le match OL-PSV. 
Après trois éditions de la Valais Cup, Matchworld Football SA annonce que l’événement se développe et s’étend désormais au-delà des frontières valaisannes. En effet, la manifestation, portant pour l’occasion le nouveau nom de Festival de Football des Alpes, prendra racine dans le paysage alpin dès l'été 2016.

## Résultats

### Édition 2013
| Rang | Équipe                 | J | V | Vt | Dt | D | BP | BC | Diff. | Pts | MP  |
| ---- | ---------------------- | - | - | -- | -- | - | -- | -- | ----- | --- | --- |
| 1    | FC Porto               | 1 | 1 | 0  | 0  | 0 | 3  | 0  | +3    | 3   | 3   |
| 2    | AS Saint-Étienne       | 1 | 0 | 1  | 0  | 0 | 1  | 1  | 0     | 2   | 2   |
| 3    | VfL Wolfsburg          | 2 | 1 | 0  | 1  | 0 | 5  | 1  | +4    | 4   | 2   |
| 4    | FC Sion                | 2 | 0 | 1  | 0  | 1 | 1  | 5  | -4    | 2   | 1   |
| 5    | Olympique de Marseille | 2 | 0 | 0  | 1  | 1 | 1  | 4  | -3    | 1   | 0.5 |

| 6 juillet 2013 | Sion    | 0–4   | VfL Wolfsburg                        | Stade de Tourbillon, Sion (Suisse)    |                                       |
| 20h00          |         | (0–3) | Naldo 22e · Diego 29e · Dost 43e 61e | Arbitrage : Stephan Klossner (Suisse) | Arbitrage : Stephan Klossner (Suisse) |
| 20h00          | Rapport |       |                                      | Arbitrage : Stephan Klossner (Suisse) | Arbitrage : Stephan Klossner (Suisse) |

| 9 juillet 2013 | AS Saint-Étienne | 1–1   | VfL Wolfsburg | Stade de Tourbillon, Sion (Suisse)    |                                       |
| 18h00          | Hamouma 38e      | (1-0) | Lopes 90e     | Arbitrage : Charles Helbling (Suisse) | Arbitrage : Charles Helbling (Suisse) |
| 18h00          | Rapport          |       |               | Arbitrage : Charles Helbling (Suisse) | Arbitrage : Charles Helbling (Suisse) |
| 18h00          | Tirs au but 5–4  |       |               | Arbitrage : Charles Helbling (Suisse) | Arbitrage : Charles Helbling (Suisse) |

| 9 juillet 2013 | FC Sion         | 1–1   | Olympique de Marseille | Stade de Tourbillon, Sion (Suisse) |                                    |
| 21h00          | Karlen 87e      | (0-1) | Marques 9e (csc)       | Arbitrage : Stefan Studer (Suisse) | Arbitrage : Stefan Studer (Suisse) |
| 21h00          | Rapport         |       |                        | Arbitrage : Stefan Studer (Suisse) | Arbitrage : Stefan Studer (Suisse) |
| 21h00          | Tirs au but 4–3 |       |                        | Arbitrage : Stefan Studer (Suisse) | Arbitrage : Stefan Studer (Suisse) |

| 13 juillet 2013 | Olympique de Marseille | 0–3   | FC Porto                                | Stade de Tourbillon, Sion (Suisse) |                                  |
| 20h30           |                        | (0-1) | Izmaylov 29e · Jackson 55e · Iturbe 76e | Arbitrage : Alain Bieri (Suisse)   | Arbitrage : Alain Bieri (Suisse) |
| 20h30           | Rapport                |       |                                         | Arbitrage : Alain Bieri (Suisse)   | Arbitrage : Alain Bieri (Suisse) |

### Édition 2014
| Rang | Équipe           | J | V | Vt | Dt | D | BP | BC | Diff. | Pts |
| ---- | ---------------- | - | - | -- | -- | - | -- | -- | ----- | --- |
| 1    | Benfica          | 1 | 1 | 0  | 0  | 0 | 2  | 0  | +2    | 3   |
| 2    | Chakhtar Donetsk | 1 | 1 | 0  | 0  | 0 | 1  | 0  | +1    | 3   |
| 3    | FC Sion          | 2 | 0 | 0  | 0  | 2 | 0  | 3  | –3    | 0   |

| 6 juillet 2014 | Chakhtar Donetsk | 1–0   | FC Sion | Stade St Germain, Savièse (Suisse)                   |                                                      |
| 17h00          | Hladkyy 37e      | (1-0) |         | Spectateurs : 1 050 Arbitrage : Alain Bieri (Suisse) | Spectateurs : 1 050 Arbitrage : Alain Bieri (Suisse) |
| 17h00          | Rapport          |       |         | Spectateurs : 1 050 Arbitrage : Alain Bieri (Suisse) | Spectateurs : 1 050 Arbitrage : Alain Bieri (Suisse) |

| 30 juillet 2014 | FC Sion | 0–2   | Benfica                      | Stade Municipal, Yverdon-les-Bains (Suisse)         |                                                     |
| 19h30           |         | (0-1) | Jara 15e · Joao Teixeira 50e | Spectateurs : 3 400 Arbitrage : Fedayi San (Suisse) | Spectateurs : 3 400 Arbitrage : Fedayi San (Suisse) |
| 19h30           | Rapport |       |                              | Spectateurs : 3 400 Arbitrage : Fedayi San (Suisse) | Spectateurs : 3 400 Arbitrage : Fedayi San (Suisse) |

| 31 juillet 2014 | Benfica | 0–2   | Athletic Bilbao             | Stade Universitaire Saint-Léonard, Fribourg (Suisse)      |                                                           |
| 19h30           |         | (0-1) | Aduriz 40e · Etxebarria 72e | Spectateurs : 3 600 Arbitrage : Stephan Klossner (Suisse) | Spectateurs : 3 600 Arbitrage : Stephan Klossner (Suisse) |
| 19h30           | Rapport |       |                             | Spectateurs : 3 600 Arbitrage : Stephan Klossner (Suisse) | Spectateurs : 3 600 Arbitrage : Stephan Klossner (Suisse) |

### Édition 2015
| Rang | Équipe             | J | V | Vt | Dt | D | BP | BC | Diff. | Pts |
| ---- | ------------------ | - | - | -- | -- | - | -- | -- | ----- | --- |
| 1    | FC Sion            | 2 | 2 | 0  | 0  | 0 | 4  | 2  | +2    | 6   |
| 2    | Chakhtar Donetsk   | 2 | 1 | 0  | 0  | 1 | 5  | 4  | +1    | 3   |
| 3    | FC Bâle            | 2 | 1 | 0  | 0  | 1 | 4  | 5  | -1    | 3   |
| 4    | PSV Eindhoven      | 2 | 1 | 0  | 0  | 1 | 4  | 3  | +1    | 3   |
| 5    | Olympique lyonnais | 2 | 0 | 0  | 0  | 2 | 0  | 3  | -3    | 0   |

| 7 juillet 2015 | FC Sion                                       | 3–2   | Chakhtar Donetsk        | Stade St-Germain, Savièse (Suisse)                    |                                                       |
| 19h00          | Ziegler 22e · Salatić 37e (pen.) · Konaté 41e | (3-2) | Alex Teixeira 23e 45+1e | Spectateurs : 1 500 Arbitrage : Sascha Amhof (Suisse) | Spectateurs : 1 500 Arbitrage : Sascha Amhof (Suisse) |
| 19h00          | Rapport                                       |       |                         | Spectateurs : 1 500 Arbitrage : Sascha Amhof (Suisse) | Spectateurs : 1 500 Arbitrage : Sascha Amhof (Suisse) |

| 9 juillet 2015 | FC Bâle  | 1–3   | Chakhtar Donetsk             | Stade du Christ-Roi, Lens (Suisse)                        |                                                           |
| 19h00          | Janko 5e | (1-1) | Hladkyy 33e 70e · Marlos 85e | Spectateurs : 1 200 Arbitrage : Stephan Klossner (Suisse) | Spectateurs : 1 200 Arbitrage : Stephan Klossner (Suisse) |
| 19h00          | Rapport  |       |                              | Spectateurs : 1 200 Arbitrage : Stephan Klossner (Suisse) | Spectateurs : 1 200 Arbitrage : Stephan Klossner (Suisse) |

| 11 juillet 2015 | PSV Eindhoven               | 2–3   | FC Bâle                                       | Stadion FC Solothurn, Soleure (Suisse)                    |                                                           |
| 17h00           | Bergwijn 37e · Narsingh 81e | (1-2) | Gashi 23e (pen.) · Embolo 45+2e · Callà 90+3e | Spectateurs : 1 950 Arbitrage : Adrien Jaccottet (Suisse) | Spectateurs : 1 950 Arbitrage : Adrien Jaccottet (Suisse) |
| 17h00           | Rapport                     |       |                                               | Spectateurs : 1 950 Arbitrage : Adrien Jaccottet (Suisse) | Spectateurs : 1 950 Arbitrage : Adrien Jaccottet (Suisse) |

| 11 Juillet 2015 | FC Sion  | 1-0   | Olympique lyonnais | Stade St Germain, Savièse (Suisse) |                     |
| 19h45           | Carlitos | (1-0) |                    | Spectateurs : 4 050                | Spectateurs : 4 050 |
| 19h45           | Rapport  |       |                    | Spectateurs : 4 050                | Spectateurs : 4 050 |

| 15 Juillet 2015 | Olympique lyonnais | 0-2   | PSV Eindhoven      | Stade Forestier, Aix-les-Bains (France) |  |
| 19h30           |                    | (0-0) | Locadia 76e (pen.) |                                         |  |
| 19h30           | Rapport            |       |                    |                                         |  |

## Palmarès

### Palmarès par édition
| Édition | Vainqueur | Second           |
| ------- | --------- | ---------------- |
| 2013    | FC Porto  | AS Saint-Étienne |
| 2014    | Benfica   | Chakhtar Donetsk |
| 2015    | FC Sion   | Chakhtar Donetsk |

### Palmarès par club
| Rang | Club             | Titres (éditions) | Second (éditions) |
| ---- | ---------------- | ----------------- | ----------------- |
| 1    | FC Porto         | 1 (2013)          | 0                 |
| -    | Benfica          | 1 (2014)          | 0                 |
| -    | FC Sion          | 1 (2015)          | 0                 |
| 4    | Chakhtar Donetsk | 0                 | 2 (2014), (2015)  |
| 5    | AS Saint-Étienne | 0                 | 1 (2013)          |